# حسین نوش‌آبادی
حسین نوش‌آبادی (زاده ۱۳۴۲) دیپلمات و سیاست‌مدار ایرانی و مدیرکل مجلس وزارت امور خارجه است. وی نماینده دوره‌های ششم، هفتم و یازدهم مجلس شورای اسلامی از حوزه انتخابیه ورامین، پیشوا و قرچک بوده است.

## معرفی
حسین نوش‌آبادی با تجربهٔ نمایندگی سه دورهٔ مجلس شورای اسلامی در ادوار ششم، هفتم و یازدهم مجلس شورای اسلامی، مورد وثوق نظام جمهوری اسلامی ایران است.
او با ۳۰ سال سابقه مدیریتی و اجرایی در سطوح مختلف فرهنگی، سیاسی و اجتماعی کشور با تحصیلات حقوق بین‌الملل در مقطع دکترا در سمت‌های بسیاری به ایفای نقش پرداخته‌ است.

## سابقه سیاسی
برخی از مسئولیت‌های نوش آبادی شامل موارد زیر است:
- کارشناس مجمع تشخیص مصلحت نظام
- مشاور وزیر امور خارجه در امور آسیا

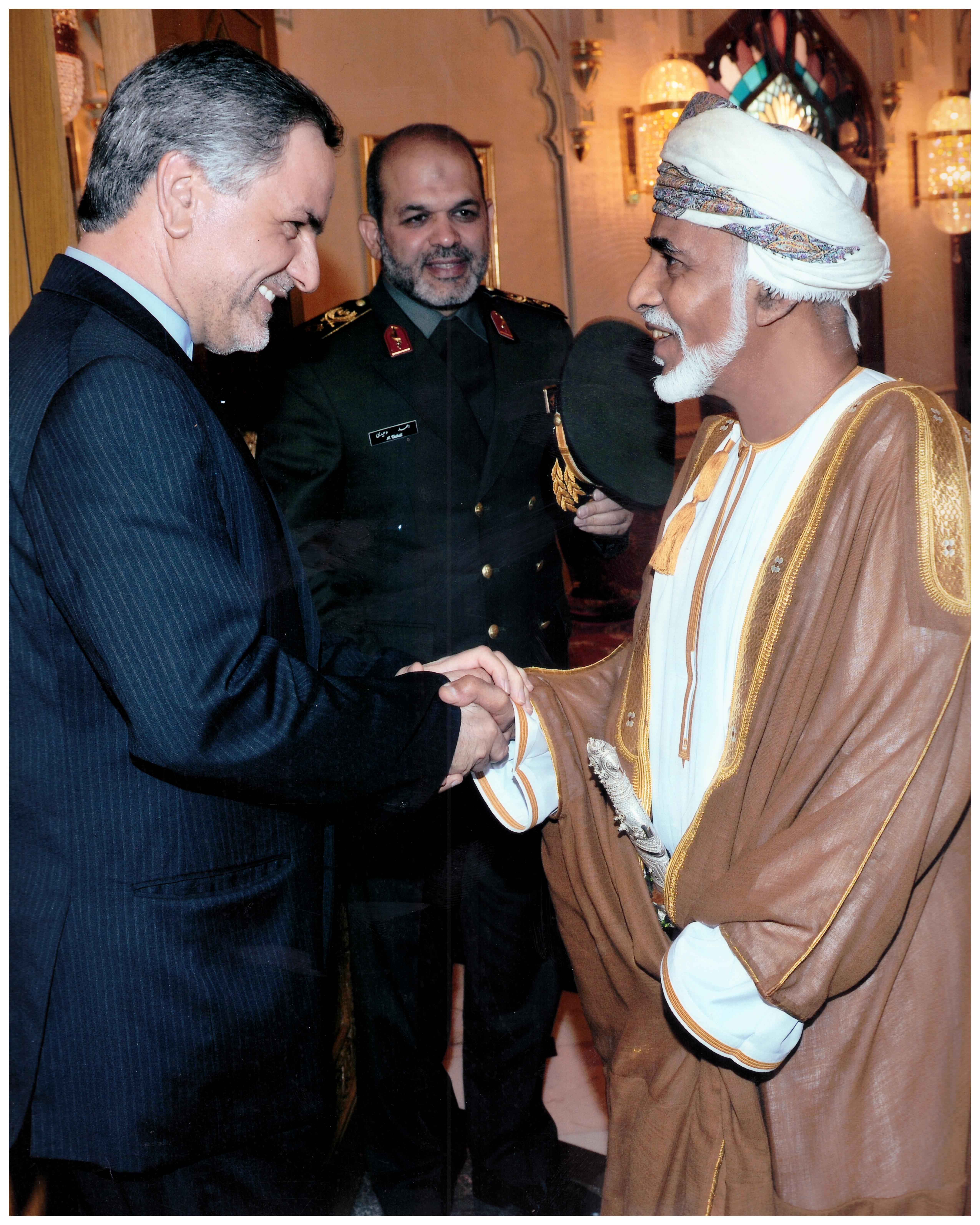
دیدار نوش‌آبادی با سلطان قابوس حاکم عمان در دوران تصدی سفارت و نمایندگی تام‌الاختیار جمهوری اسلامی ایران در کشور عمان.

- معاون وزیر فرهنگ و ارشاد اسلامی و امور حقوقی، پارلمانی و امور استان‌ها
- سفیر و نماینده تام‌الاختیار جمهوری اسلامی ایران در کشور عمان
- مشاور معاون رئیس‌جمهور در امور حقوقی و پارلمانی
- مشاور معاون رئیس‌جمهور در امور بین‌الملل

## مسئولیت‌های مرتبط به حوزه پارلمانی
بخشی از مسئولیت‌های نوش‌آبادی در طول سه دوره نمایندگی مجلس شامل موارد زیر است: 
- رئیس مجمع نمایندگان شهرستان‌های استان تهران در دوره‌های هفتم و یازدهم
- رئیس فراکسیون دیپلماتی بین‌المللی و منافع ملی در مجلس یازدهم
- رئیس فراکسیون مطبوعات و رسانه‌ها در مجلس هفتم
- رئیس کمیته دیپلماسی اقتصادی کمیسیون امنیت ملی و سیاست خارجی دوره یازدهم
- رئیس کمیته کشورهای تحریمی و مقابله با یک‌جانبه‌گرایی آمریکا در دوره یازدهم
- رئیس کار گروه امور بین‌الملل و سیاست خارجی قوانین مجلس شورای اسلامی
- عضو کمیسیون عالی امنیت فضای مجازی کشور
- عضو فراکسیون ارتقای سلامت اداری و مقابله با فساد
- عضو فراکسیون فرهنگیان مجلس شورای اسلامی در ادوار ششم، هفتم و یازدهم
- عضو گروه دوستی و پارلمانی جمهوری اسلامی ایران با کشورهای لبنان و ژاپن در دوره هفتم و ایرلند و اسپانیا در دوره یازدهم

## نمایندگی مجلس شورای اسلامی

### مجلس ششم
نوش‌آبادی در سال ۱۳۷۹ با آرای مَردم شهرستان‌های ورامین، پیشوا و قرچک در بخش‌های جلیل‌آباد و جوادآباد به عنوان نماینده دوره ششم انتخاب و به مجلس شورای اسلامی راه یافت.
از پیگیری‌ها و کارهایی که وی در مجلس کرد:
- پیگیری سد ماملو برای تأمین آب شرب و زراعی شهرستان‌های ورامین، پیشوا و قرچک

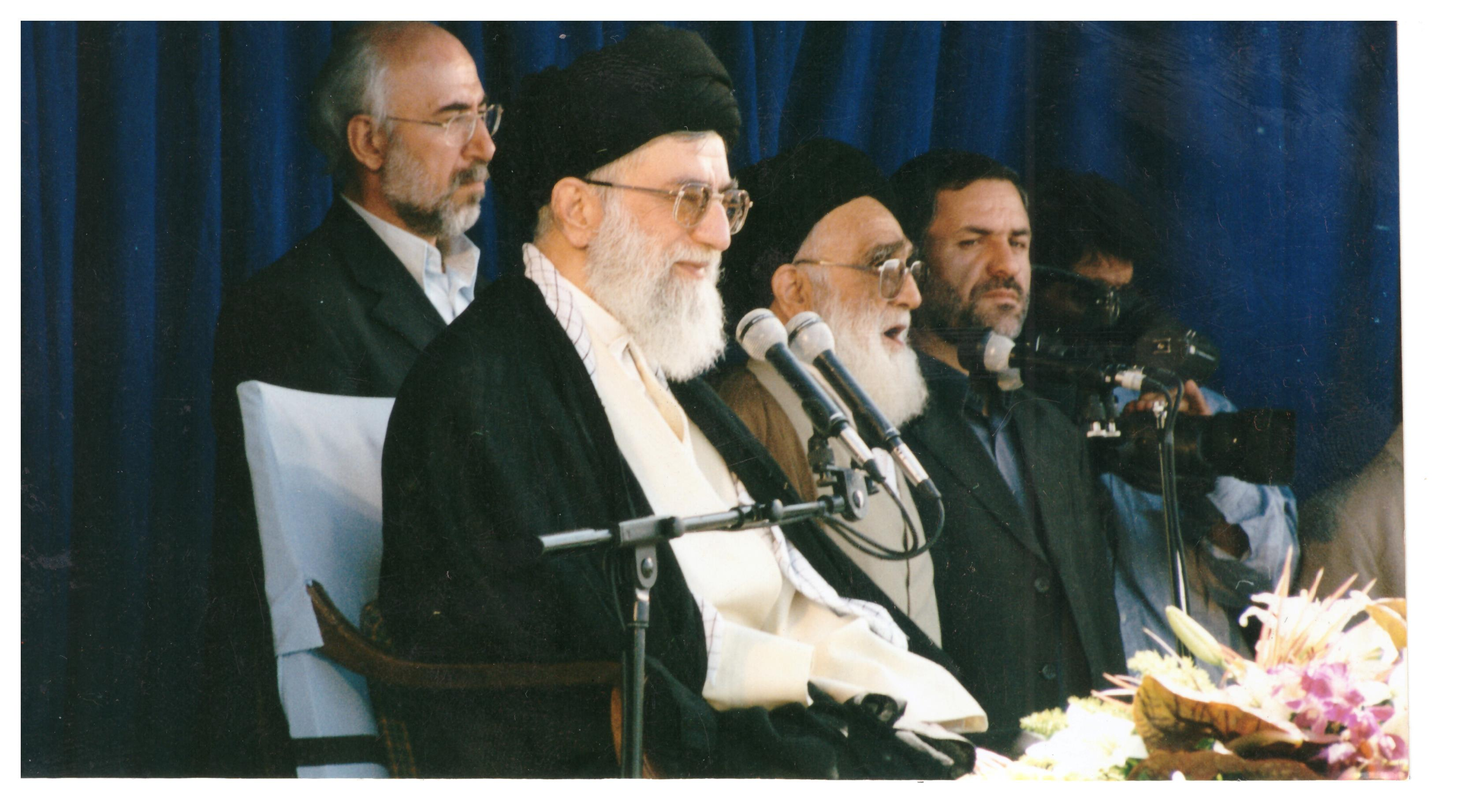
۲۲ خرداد ۱۳۸۲ مردم شهرستان ورامین به دعوت نوش‌آبادی، میزبانی سید علی خامنه‌ای را در ورامین کردند.

- پیگیری احداث شهرک‌های صنعتی در پیشوا و قرچک و الحاق شهرک صنعتی چرمشهر به ورامین
- پیگیری احداث بزرگراه حرم تا حرم(قم-ورامین-گرمسار)
- پیگیری احداث مخازن آب در شهرستان‌های ورامین، پیشوا و قرچک و شهرهای جوادآباد-خیرآباد و باقرآباد
- پیگیری احداث تأسیسات آب شیرین کن در قرچک
- پیگیری ایجاد تأسیسات فاضلاب بهداشتی در شهرهای ورامین، پیشوا و قرچک
- پیگیری گازرسانی به شهرک‌ها و مناطق روستایی شهرستان‌های ورامین، پیشوا و قرچک و بخش‌های جوادآباد جلیل‌آباد
- پیگیری احداث و افتتاح بیمارستان شهدای پانزده خرداد ورامین
- پیگیری ساخت بیمارستان شهید ستاری قرچک
- پیگیری ساخت ۱۷ سالن ورزشی در شهرستان ورامین، پیشوا و قرچک
- پیگیری احداث ده‌ها کیلومتر راه روشنایی در شهرستان ری ورامین، پیشوا و قرچک و بخش‌های جوادآباد و جلیل‌آباد
- پیگیری متروی تهران به ورامین و پیشوا

نوش‌آبادی در طول ۴ سال دوره ششم مجلس شورای اسلامی پیگیر دعوت از مسئولان کشور و روسای قوای مجریه و مقننه بود. حضور رئیس‌جمهور و رئیس مجلس و بیش از ۱۵ نفر از وزرا در دوره ششم مجلس و ایجاد اعتبارات عمرانی برای پیشرفت و توسعه شهرستان‌های ورامین، قرچک و پیشوا و بخشی از اقدامات پیگیری‌های نوش آبادی در طول سال‌های ۱۳۷۹ تا ۱۳۸۳ به شمار می‌رود.
سفر خامنه‌ای و دیدار با مردم شهرستان‌های ورامین، قرچک و پیشوا نقطه‌ای مهم در تاریخ تحولات سیاسی و اجتماعی این منطقه بوده است. که از کارهایی که در این سفر انجام شد می‌توان به اختصاص بیست میلیارد تومان اعتبار در حوزه‌های عمرانی، فرهنگی و اجتماعی برای شهرستان‌های منطقه اشاره کرد.

### مجلس هفتم
نوش‌آبادی با کسب آرای مردم برای دومین بار به عنوان نمایندهٔ مردم شهرستان‌های ورامین، قرچک و پیشوا انتخاب شد و به مجلس شورای اسلامی راه یافت. او در دوره هفتم مجلس شورای اسلامی ضمن پیگیری و نظارت بر اجرای پروژه‌های مهمی که در دوره ششم مجلس توسط ایشان پایه‌گذاری و مصوب شده بود، مسیر رشد و پیشرفت حوزهٔ انتخابیهٔ خود را ادامه داد و با کمک دولت و مسئولان وقت، پروژه‌های بسیاری همچون احداث بزرگراه تهران به ورامین، بزرگراه قم–ورامین، گرمسار، شهرک‌های صنفی شود و قرچک و شهرک صنعتی سالاریه ورامین، تأسیسات فاضلاب بهداشتی شهرهای ورامین-پیشوا و قرچک، سد ماملو مخازن آب شهری و روستایی و پروژه‌های گاز رسانی به ثمر رساند.

#### مطالبه مترو تهران ورامین
نوش‌آبادی در دوره هفتم مجلس شورای اسلامی موفق شد در سفر رئیس‌جمهور وقت محمود احمدی‌نژاد به شهرستان‌های ورامین، پیشوا و قرچک، امتیاز احداث متروی تهران به پیشوا را بگیرد و شخص رئیس‌جمهور در حضور مردم، روستا رسماً موافقت دولت را برای ایجاد مترو و قطار شهری اعلام نماید. به دنبال موافقت رئیس‌جمهور برای احداث متروی تهران به ورامین و پیشوا در تابستان سال ۱۳۸۵ عملیات اجرایی این پروژه با حضور معاون اجرایی رئیس‌جمهور و استاندار وقت تهران و مسئولان ذی‌ربط آغاز گردید و مقرر شد در طول ۳سال مورد بهره‌برداری قرار گیرد.این پروژه با گذشت تقریبا 20 سال همچنان اجرایی نشده است.

### مجلس یازدهم
با انتخاب نوش‌آبادی برای سومین بار به عنوان نمایندهٔ مردم شهرستان‌های ورامین، پیشوا و قرچک و راه‌یابی او به خانه ملت فصل جدیدی از تحولات سیاسی، اقتصادی و عمرانی و اجتماعی آغاز شد. نمایندهٔ دیار پانزده خرداد از سال ۱۳۹۸ که به مجلس یازدهم راه یافته بود، تلاش و پیگیری خود را برای بازگشت مطالبه بحق و قانونی مردم برای بهره‌مندی از متروی تهران به ورامین و پیشوا آغاز کرد و با وجود مخالفت‌های پنهان و آشکار برخی مدیران و عوامل وابسته به آنان برای ممانعت از اجرای مترو و کار شکنی‌های زیادی که صورت گرفت، موفق شد با سفر  ابراهیم رئیسی، رئیس جمهور ایران، در سال ۱۴۰۱ خواسته مردم منطقه را از رئیس‌جمهور مطالبه کند و با تأکید بر بازگشت مجدد پروژه مترو خواستار تبدیل قطار حومه‌ای به مترو شود. با هماهنگی و هم‌سویی مدیران و مسئولان استانی و شهرستانی و اجماع نظر ائمه جمعه، فرمانداران، استاندار وقت و نماینده مجلس در مجلس شورای اسلامی، تبدیل قطار حومه‌ای به مترو و واگذاری آن به شرکت متروی تهران مورد موافقت رئیس‌جمهور قرار گرفت و به‌عنوان مصوبه دولت ابلاغ شد.
علی‌رغم معاون اول رئیس‌جمهور و تاکیدات مکرر رئیس‌جمهور در تسریع اجرای متروی تهران به پیشوا، برخی مخالفت‌ها باعث تعلل یک ساله در اجرای پروژه شد که با پیگیری حسین نوش آبادی در مجلس شورای اسلامی و حمایت مسئولان استانی و منطقه‌ای و برگزاری جلسات متعدد در ریاست جمهوری، استانداری و وزارت خانه‌های ذیربط کشور و راه و شهرسازی و شهرداری تهران و اصرار برای اجرای مصوبه سفر رئیس‌جمهور و ابلاغیه معاون اول و پیگیری معاون اجرایی و تفویض اختیار وزرای کشور و راه شهرسازی به استاندار تهران و تعیین مشاور فنی از طرف شرکت متروی تهران و گزارش نهایی ارائه شده توسط این شرکت و برگزاری نشست‌های مختلف در استانداری و معاونت عمرانی و هماهنگی شرکت مترو و راه‌آهن، سامانه جدید ریلی مشابه به متروی تهران کرج جایگزین قطار حومه‌ای تهران به پیشوا گردد.

#### کمربندی قلعه نو
یکی دیگر از مطالبات مردم ، رفع مشکل تردد مسیر ری به قرچک و کاهش ترافیک قلعه نو و سهولت رفت و که به مردم شهرستان‌های ورامین، پیشوا و قرچک است که با پیگیری‌های انجام شده و هماهنگی‌های انجام شده با ریاست جمهوری، استانداری و اداره کل راه و شهرسازی پروژه کمربندی قلعه نو به تأیید و تصویب استانداری و اداره کل راه و شهرسازی استان تهران رسید و با رفع موانع موجود و تأمین اعتبار اولیه و تأیید مراجع ذیربط، اجرای کمربندی ۳ کیلومتری قلعه نو، در دستور کار قرار گرفت و عملیات اجرایی این پروژه شروع شد. کمربندی قلعه نو تاکنون کامل نشده و پس از گذشت چندین سال و ایجاد وقفه در ساخت آن تنها 15 درصد تکمیل شده است.